# Incidente de Corfú
El incidente de Corfú fue una crisis diplomática que enfrentó al Reino de Grecia y al Reino de Italia en 1923.

## Desencadenamiento de la crisis
Grecia y Albania llevaron una disputa fronteriza a la Conferencia de Embajadores, que creó una comisión para determinar los límites, autorizada por la Sociedad de Naciones para resolver el conflicto. Unos cuantos países (incluyendo Italia) proporcionaron pequeños destacamentos de soldados para ayudar a la comisión a hacer la encuesta.
El 27 de agosto de 1923 el general italiano Enrico Tellini —presidente de la comisión fronteriza—, tres de sus ayudantes y un traductor albanés fueron asesinados por agresores desconocidos (según algunas fuentes por nacionalistas griegos; según otras, por nacionalistas albaneses) cerca de Zepi en la carretera que unía Ioánina y Kakavia (territorio griego cercano a la frontera albanesa). Nunca se llegó a conocer la identidad ni los motivos de los asesinatos. Italia, que había tomado partido por Albania en la delimitación de las fronteras de esta con Yugoslavia y Grecia, consideró en todo caso que el crimen tenía fines políticos y que los asesinos eran bandas pagadas por Grecia.
La publicación de la noticia de los asesinatos causó gran indignación en Italia, atizada por la prensa; hubo manifestaciones y varios consulados griegos sufrieron ataques. Tras intentar en vano obtener el respaldo incondicional de Francia y el Reino Unido a las compensaciones que decidiese imponer a Grecia, Italia hizo llegar un ultimátum a Grecia el 29 de agosto de 1923 con una serie de condiciones, que esta rechazó al día siguiente. Mussolini reaccionó ordenando la inmediata ocupación de la isla de Corfú el día 31. Entre las reclamaciones italianas estaban la de prender a los asesinos en cinco días y ajusticiarlos, pagar una indemnización de cincuenta millones de liras y permitir que Italia participase en la investigación del crimen. Era la primera vez, desde que se hiciese con el poder en octubre del año anterior, que Mussolini adoptaba una política exterior agresiva. Era también la primera gran crisis que debió afrontar la Sociedad de Naciones.
La escuadra italiana, que llegó tarde a la isla, exigió al punto la rendición de las autoridades griegas; como estas solicitaron tiempo para decidirse y el ultimátum militar caducó —el representante italiano había concedido apenas media hora—, los buques comenzaron a bombardear. El almirante italiano, sin embargo, tenía orden de no emplear la fuerza salvo que los griegos se resistiesen a la ocupación, que no fue el caso. En siete minutos, lo que los griegos tardaron en rendirse pues carecían de defensas, los italianos dispararon treinta y cinco proyectiles que causaron dieciséis muertos y en torno a cincuenta heridos. La violenta invasión cambió el sentir de la opinión pública internacional, que hasta entonces había tomado partido por Italia, conmocionada por los asesinatos.
En general, el asesinato de Tellini se considera un pretexto para ocultar el verdadero motivo de la invasión: la posición estratégica de Corfú en la entrada del Adriático. Italia sopesaba ya desde finales de julio apoderarse de la isla ante las tirantes relaciones con Grecia debidas a las disputas fronterizas entre esta y Albania y a la posesión italiana del Dodecaneso —arrebatado al imperio otomano en la guerra de 1911-1912 y cuya posesión había confirmado en la reciente Conferencia de Lausana—.

## Crisis internacional
Grecia llevó el caso a la Sociedad de Naciones entre el 1 y el 4 de septiembre, que inicialmente condenó la ocupación italiana. Italia, por su parte, negó que la Sociedad tuviese competencia para tratar la crisis y amenazó con retirarse de la organización. La conferencia asumió la culpabilidad de Grecia el 5 de septiembre y exigió una serie de acciones al Gobierno griego, que las aceptó el día 9.
La clave de la crisis fue la actitud de Francia, temerosa de perder el apoyo italiano en medio de la crisis con Alemania por la ocupación del Ruhr y de que Berlín pudiese presentarse ante la Sociedad de Naciones como Grecia. El respaldo italiano era fundamental para que Francia tuviese mayoría en la Comisión de Indemnizaciones de guerra, en la que estaban representados además el Reino Unido y Bélgica. Francia deseaba a un tiempo calmar la indignación de sus aliados de la Europa oriental, descontentos con la actitud italiana, y evitar toda humillación a Mussolini. Para Francia, la Sociedad era un mero instrumento contra Alemania y su interés por no enojar a Italia hizo que tratase de que no fuese la Sociedad sino la Conferencia de Embajadores, la que lidiase con el asunto. El Reino Unido trató, por el contrario e infructuosamente, de que fuese la Sociedad la que tratase la crisis y llegó a sopesar la imposición de sanciones o una intervención naval contra Italia, pero únicamente con participación francesa; Francia, por su parte, rehusó las dos posibilidades. Sin apoyo francés, el Reino Unido decidió el 10 de septiembre no insistir en que fuese la Sociedad de Naciones la que tratase la crisis. Entre el día 10 y el 13, la Conferencia de Embajadores dispuso el plan de evacuación de Corfú. Italia se avino a abandonar la isla el mismo día 13 de septiembre, después de que la Armada comunicase al Gobierno la vulnerabilidad del país ante una posible guerra con el Reino Unido, Yugoslavia y Grecia.
La Sociedad aceptó entre el 17 y el 18 de septiembre dejar en manos de la Conferencia de Embajadores, e Italia y Grecia aceptaron que la decisión de esta fuera vinculante. La Sociedad presentó una propuesta de solución que fue rechazada por el representante italiano, pero que, comunicada a la Conferencia de Embajadores, sirvió de borrador para la fórmula de resolución de la crisis que esta planteó luego. La Conferencia en gran parte aceptó las peticiones nominales italianas e impuso a Grecia seis condiciones:
- Debía disculpase con los embajadores de Italia, Francia y el Reino Unido.
- Su flota debía disparar una salva de honor a las escuadras aliadas, que estas replicarían.
- Debía permitir la actividad de una comisión de investigación despachada por la conferencia.
- Debía aprestarse a pagar hasta cincuenta millones de liras si la investigación establecía que había habido negligencia en la investigación del crimen y en la persecución de los asesinos.
- Debía celebrar un funeral en honor de los fallecidos en Atenas a la que debía asistir el Gobierno griego en pleno
- Debía rendir honores a los fallecidos cuando se embarcasen sus cadáveres en Préveza camino de Italia.

Grecia las aceptó. Pese a la ambigüedad de las primeras impresiones de la comisión de investigación, los embajadores decidieron el 25 de septiembre que Italia recibiese los cincuenta millones de liras, la máxima penalización prevista.

## Consecuencias
Las fuerzas italianas salieron de Corfú entre el 27 y el 29 de septiembre, después de que se hiciese efectivo el pago de los cincuenta millones de liras, que Grecia abonó al tiempo que protestaba por las conclusiones de la Conferencia. El arrumbamiento de la Sociedad fue el primer revés de una serie que acabó con su fracaso en Múnich en 1938. El tratamiento de la crisis debilitó a la Sociedad, como luego sucedió también con las crisis de Manchuria y Abisinia.